# Lastrea corusca
Lastrea corusca là một loài dương xỉ trong họ Dryopteridaceae. Loài này được Bull. mô tả khoa học đầu tiên năm 1890.
Danh pháp khoa học của loài này chưa được làm sáng tỏ. 